# Harald Schröder

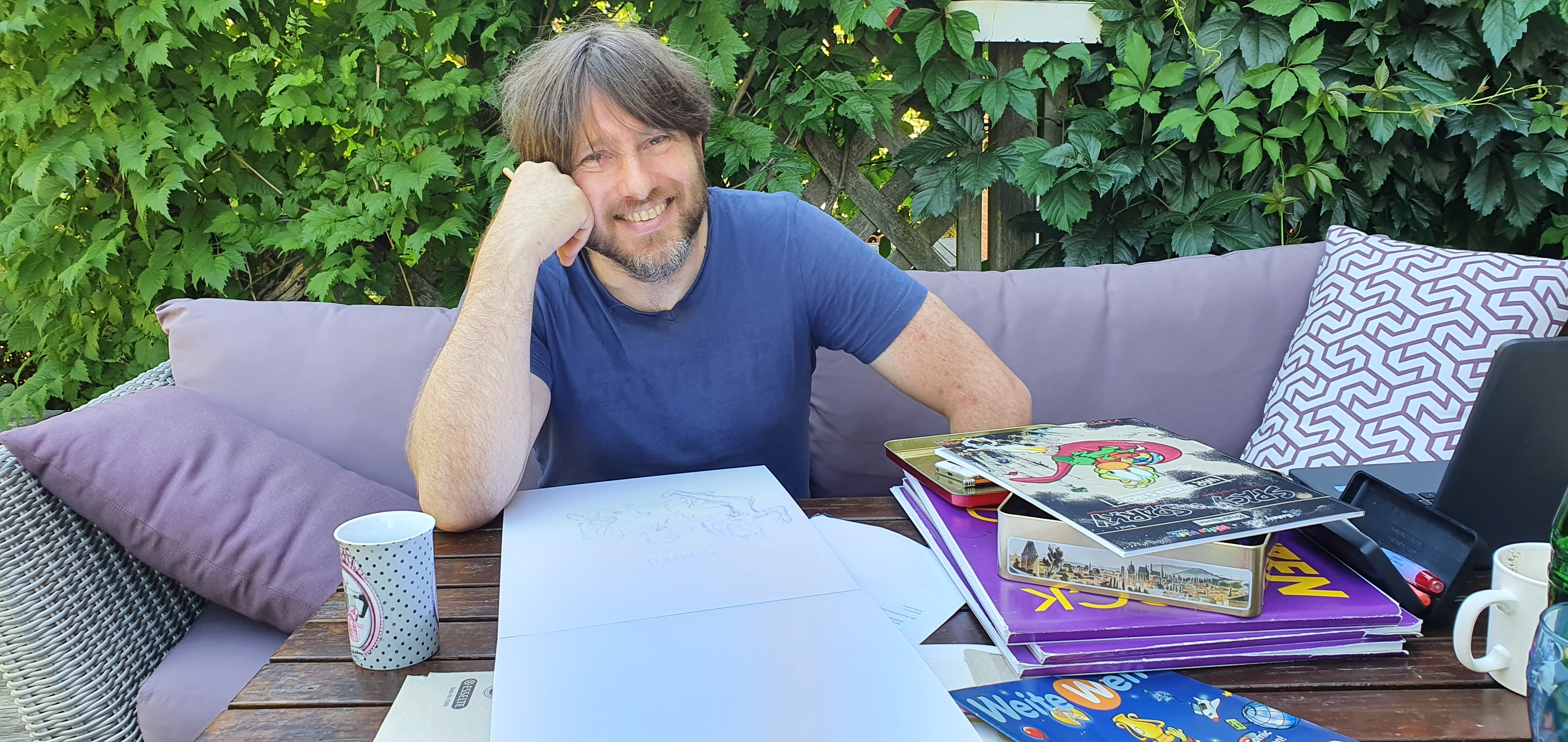
Harald Schröder Juli 2020

Harald Schröder (* 29. September 1966 in Aachen) ist ein deutscher Grafiker, Comiczeichner, Animationsfilmer, Storyboarder, Illustrator, Designer, Graffitikünstler und Artdirector.

## Leben
Nach dem Abitur an der Viktoriaschule in Aachen studierte Harald Schröder von 1988 bis 1993 Grafik-Design an der Fachhochschule Aachen. Seit dem erfolgreichen Abschluss ist er freiberuflich tätig.

## Arbeiten (Auswahl)

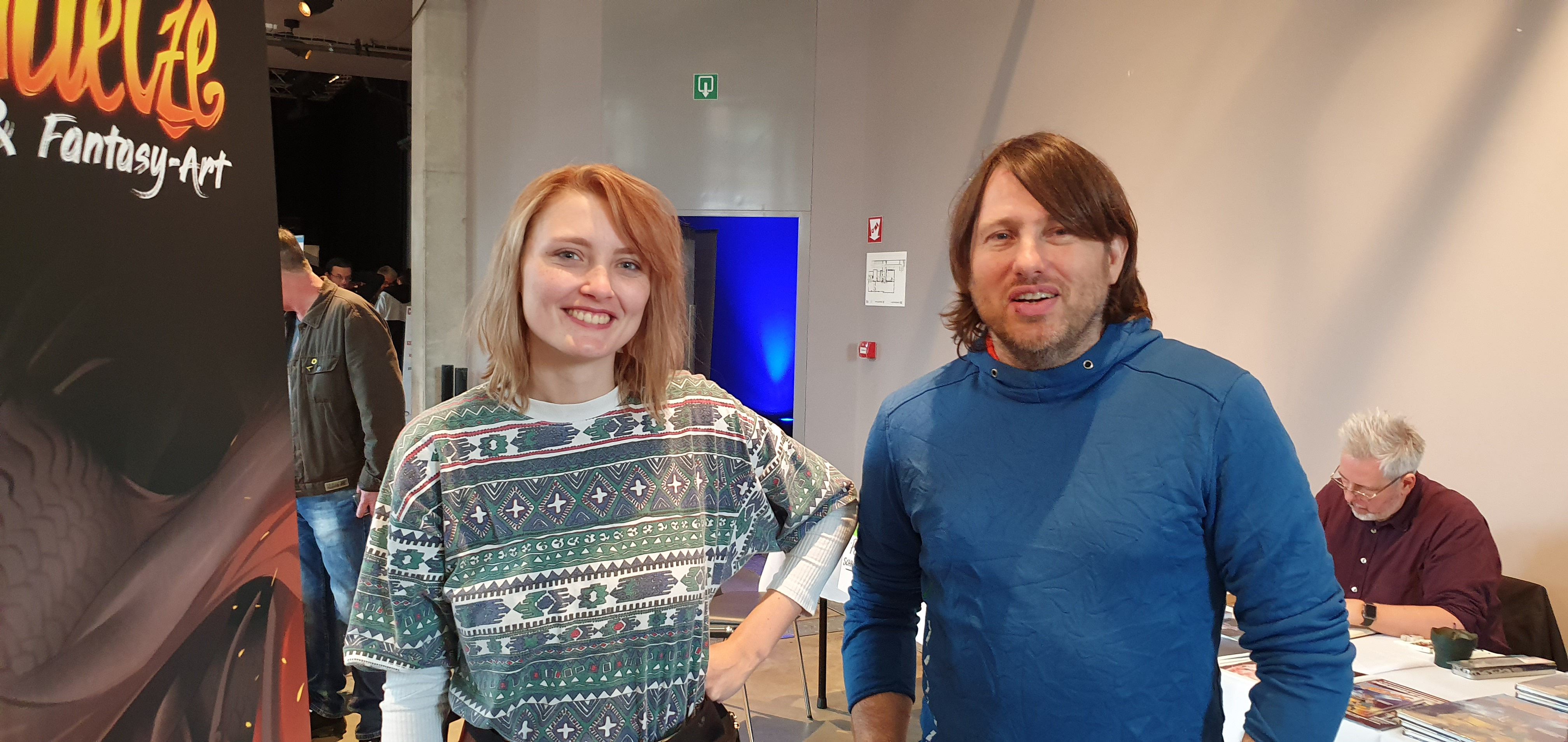
Schl4fmütze und Harald Schröder auf der Comiciade 2019 in Eupen

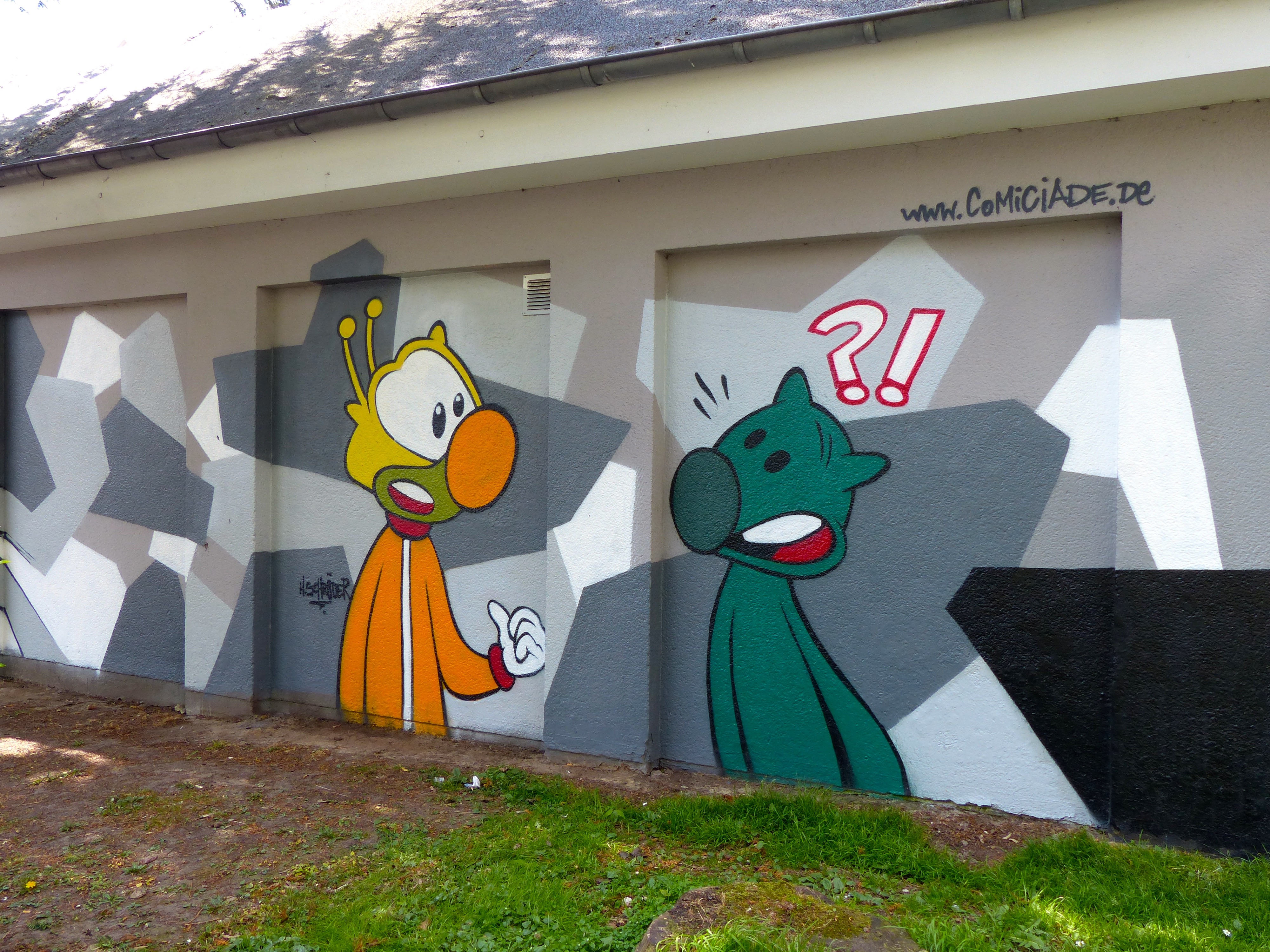
Graffiti von Spacy + Sharky auf einem Trafohaus auf dem Blücherplatz in Aachen

Zusammen mit seinem Bruder Ulrich Schröder gestaltete Harald Schröder anlässlich der Eröffnung von Euro-Disney in Paris das Cover für  das Micky-Maus-Heft 42/1991. Ein Jahr später gewann er einen Preis bei dem, von den Zeitschriften ZuhauseWohnen und Md Interior Design Architecture veranstalteten Wettbewerb Design-Arena für Kindermöbel. 1994 schuf er die Animationen für die PC-Spiele von Harry Hops. Ab 1999 gestaltete er eine neue Serie Comicfiguren für das neun Produkte umfassende Premium Sortiment der Frühstücksflocken des Lebensmittelunternehmens Brüggen und redesignte die Verpackungen. Von 1998 bis 2018 zeichnete er mehr als 200 Folgen der Comicserie Spacy und Sparky für das Kindermagazin Weite Welt der Steyler Missionare. Darin studieren zwei außerirdische Journalisten (Aliens) Eigenheiten und Macken der Menschen und entdecken dabei ihre eigenen. Eine Auswahl der Einseiter sind in dem Comic Spacy + Sparky: Wir waren's nicht erschienen, welches zur Comiciade 2014 in Aachen veröffentlicht wurde.
Mit einem kleinen Team entwarf und animierte Schröder im Jahr 2001 das Redesign von Pleiten, Pech und Pannen. Anschließend war er im Wintersemester 2002/2003 als Lehrbeauftragter der Fachhochschule Aachen, Fachbereich Design zum Thema Postproduction mit AfterEffects tätig.
Seit 2003 hat Schröder mehrere Trickfilme für die Sendung Quarks erstellt sowie andere Erklärfilme, unter anderem für Markt, Tiere suchen ein Zuhause, Westpol. Ferner kreierte er ein umfassendes Redesign der gesamten Grafik zum Karneval im WDR. Darüber hinaus entwarf er Trailer für diverse Sendungen, zum Beispiel für Land & Lecker, Liebe Lisa, Kabarett & Co und Der große Jecken-Check. Ebenfalls wurde das Logo von 2007 der WDR-Fernsehsendung Zeiglers wunderbare Welt des Fußballs von Schröder entworfen. Im Jahr 2009 erhielt der Trailer zu WDR: Das Wort zum Samstag, an dem Schröder als Animator beteiligt war, den Eyes & Ears of Europe Premier Award. Ferner erstellte er für mehrere Dokumentarfilme animierte Grafiken und Spezialeffekte. Schröder kreierte den Trailer der ersten Staffel (2011/2012) der Conni-Zeichentrickserie (Folgen 1 bis 26), war Artdirector (teilweise auch Storyboarder) und führte die Animationsregie. Ebenso war er Artdirector des Kinofilms Meine Freundin Conni – Geheimnis um Kater Mau.
Seit 2014 gehört Schröder zum Gründungs- und stetigen Organisationsteam des internationalen Comic-Festivals COMICIADE in Aachen und hat den Comiciade-Kinotrailer dazu produziert.
Harald Schröder hat zwei Brüder, darunter den Grafiker Ulrich Schröder. Er lebt und arbeitet in Aachen.

## Werke (Auswahl)
- Spacy + Sharky: Wir waren's nicht, Comic (Story und Zeichnungen), 2014, ISBN 978-3-00-045231-4
- Ein Freund an deiner Seite: Geschichten aus der Bibel, (Monika Schell (Autorin)), 2016, ISBN 978-3-460-30505-2
- Das Wurzelmännchen: und die Müllsuppe Kinderbuch (Autor (Florian Heinz)), Illustration, 2020, ISBN 978-3-96856-009-0
- Das Wurzelmännchen: startet durch Kinderbuch (Autor (Florian Heinz)), Illustration, 2020, ISBN 978-3-96856-021-2
- Das Wurzelmännchen: rockt den Wald Kinderbuch (Autor (Florian Heinz)), Illustration, 2020, ISBN 978-3-96856-022-9
- Die drei ??? Kids: Diebstahl im All Kinderbuch (Autorin (Anja Körner)), Illustration, 2023, ISBN 978-3-440-17632-0
- Die drei ??? Kids: Der Schrottkönig Kinderbuch (Autor (Ulf Blanck)), Illustration, 2023, ISBN 978-3-440-17782-2
- Die drei ??? Kids: Die Rekorde-Jagd Kinderbuch (Autorin (Anja Körner)), Illustration, 2023, ISBN 978-3-440-17634-4
- Die drei ??? Kids: Der Schatz der Götter Kinderbuch (Autorin (Anja Körner)), Illustration, 2023, ISBN 978-3-44017-865-2
- Die drei ??? Kids: Raub auf der Ritterburg Kinderbuch (Autorin (Anja Körner)), Illustration, 2025, ISBN 978-3-440-17973-4